# Riviera Beach (Florida)
Riviera Beach is een plaats (city) in de Amerikaanse staat Florida, en valt bestuurlijk gezien onder Palm Beach County.

## Demografie
Bij de volkstelling in 2000 werd het aantal inwoners vastgesteld op 29.884.
In 2006 is het aantal inwoners door het United States Census Bureau geschat op 35.846, een stijging van 5962 (20,0%).

## Geografie
Volgens het United States Census Bureau beslaat de plaats een oppervlakte van
25,5 km², waarvan 21,6 km² land en 3,9 km² water. Riviera Beach ligt op ongeveer 4 m boven zeeniveau.

## Plaatsen in de nabije omgeving
De onderstaande figuur toont nabijgelegen plaatsen in een straal van 8 km rond Riviera Beach.